# Trichosetodes lacustris
Trichosetodes lacustris är en nattsländeart som beskrevs av Douglas E. Kimmins 1953. Trichosetodes lacustris ingår i släktet Trichosetodes och familjen långhornssländor. Inga underarter finns listade i Catalogue of Life.